# Коњички клуб Лесковац
Коњички клуб Дубочица 1933 из Лесковца  један је од најстаријих у Србији. Основан је 1933. године као КК Дубочица, иако су прве назнаке за оснивање клуба биле 1924.године. У клубу се тренутно налази око 30 првокласних грла, и то касача. Лесковачки хиподром, који се налази у непосредној близини Аеродрома Мира, једини је хиподром од Пожаревца до македонске границе. Хиподром се простире на 28 хектара површине, и према речима стручњака реч је о једном од најбољих хиподромских/тркачких стаза у Србији. Традиционално се од 1966. организује коњичка трка града Лесковца, поводом 11. октобра, дана ослобођења града.

## Историјат
Управа лесковачког кола јахача „Дубочица“, изабрана на Оснивачком збору 30. јула 1933. Године, бројала је 11 чланова на челу са Михајлом Миком Мазнићем, апотекаром.Један од највећих успеха у 1934. години постигли су Тихомир Илић, индустријалац и Михајло Мазнић, апотекар, познати лесковачки одгајивачи спортских грла. Они су на коњичким тркама у Нишу освојили прва два места. Прве коњичке трке у Лесковцу, одржане су 15. априла 1935. године, побудиле су интересовање читаве околине тако да је број присутне публике био рекордан за Лесковац до данас.После 2.светског рата, обнавља се рад коњичког клуба, када клуб мења намену и име, па уместо Дубочица мења назив у Клуб за развој коњарства и коњички спорт Хисар Лесковац.
Најпознатији и најуспешнији чланови клуба после 2.светског рата: Петковић Раде Тришеширац, Стаменковић Жика Прцко, Ђорђевић Јован Сарач, Томић Влада, Милошевић Ђорђе Милошајка, Костић Ђорђе Дунија, Јовановић Драган Ћоса, Карапанџић Милорад, Сибиновић Костадин Ливац, Ђорђевић Александар Тропаланка, Јањић Стојан, Ђорђевић Јовица Тропаланка, Пејић Никола, Гајић Марко, Живковић Рајко ...
Клуб углавном има касаче, мада је у својој историји имао и галопере, арапске коње и препонаше. Познати коњи ождребљени у Лесковцу: Сузанко, Далф, Дија, Јарна, Дио Приде, Дунђерка, Ди Ефенди, Ромеро, Бади, Луцијан, Фараон Стоне, Равена, Федра, Рафидора, Фараона, Ханибал, Луциа.